# Hananias und Saphira
Der biblische Bericht über Hananias und Saphira findet sich in  der Apostelgeschichte des Lukas (Apg 5,1–11 ). Das Ehepaar wird nur an dieser Stelle genannt. Mit dem wenige Kapitel später genannten Hananias (Kap. 9,10  und 23,2 ) gibt es keine Verbindung.

## Der biblische Bericht
Hananias und Saphira standen in einer im Text nicht näher erläuterten Verbindung zur ersten Gemeinde in Jerusalem. Wie Apg 4,32–37  beschreibt, herrschte in der Jerusalemer Urgemeinde eine Gütergemeinschaft, in der aller Besitz geteilt wurde und Gemeindeglieder auch Grundstücke und Gebäude aus ihrem Privatbesitz verkauften und den Erlös in der Gemeinde teilten. Auch Hananias und Saphira verkauften nun ein Grundstück, behielten jedoch einen Teil des Erlöses für sich (Apg 5,1–2 ). Hananias behauptete gegenüber den Aposteln jedoch das Gegenteil. Petrus erkannte dies und sprach Hananias auf den Betrug an (Apg 5,3–4 ), woraufhin Hananias tot zu Boden fiel und von den Aposteln begraben wurde (Apg 5,5–6 ).
Drei Stunden später kam Saphira, die nicht wusste, was geschehen war, zu den Aposteln (Apg 5,7 ). Petrus befragte sie nach dem Erlös des Grundstücks und sie bestätigte den falschen Preis (Apg 5,8 ). Petrus sagt auch ihr den Betrug auf den Kopf zu und kündet ihren unmittelbar folgenden Tod an (Apg 5,9–10 ).
Zweimal wird berichtet, dass die Geschehnisse die ganze Gemeinde und alle, die es hörten, in Furcht versetzten (Apg 5,5.11 ).

## Interpretation
In der Apostelgeschichte wird wiederholt von der sogenannten Gütergemeinschaft der Jerusalemer Urgemeinde berichtet: Jeder stellte sein Vermögen der Gemeinschaft als Kollektiveigentum zur Verfügung (Apg 2,44-45 ).
Petrus weist Hananias darauf hin, dass dieser sowohl sein Land als auch das Geld nach dem Verkauf für sich hätte behalten können (Apg 5,4 ). Dies gibt Anlass zur Annahme, dass die Gütergemeinschaft in der Urgemeinde keine Pflicht, sondern eine freiwillige Leistung war. Die Sünde Hananias’ und Saphiras wäre demnach nicht der Selbstbehalt eines Teiles des Geldes, sondern die des bewussten Betrugs und der Lüge gegen die Gemeinde und, da der Heilige Geist in der Urgemeinde wohnte, vor allem gegen den Heiligen Geist selbst.
Der Tod von Hananias und Saphira wird als Gericht Gottes gedeutet.